# Android TV
Az Android TV okoseszközökhöz készített operációs rendszer, amely az Android rendszeren alapul és a Google fejleszti. A Google TV utódjaként jött létre, olyan felhasználói felülettel, mely a tartalmak felfedezését szolgálja, rendelkezik hangfelismerő rendszerrel, telepíthetők rá különféle alkalmazások, és emellett tartalmazza a Google legfrissebb fejlesztéseit is.
Először 2014 júniusában mutatkozott be, az első eszköz, amely megkapta, a novemberben piacra került Nexus Player volt. Azóta számos gyártó implementálta okoseszközébe, illetve különféle szolgáltatók is előszeretettel telepítik televíziós set-top-boxukba (például Magyarországon a Telekom és a Yettel).
Speciális változata, az Android TV Operator, a szolgáltatók részére tervezett változat, melyen keresztül az előfizetők juthatnak speciális tartalmakhoz, és a kezelőfelületet is átszabhatják.

## Története
A sikertelen Google TV utódjaként mutatta be a Google 2014 júniusában. A cél az volt, hogy az új rendszerbe implementálják a Google Knowledge Graph nevű keresési technikát, a Chromecast kompatibilitást, a Google Play Áruház támogatással pedig közelebb hozzák egymáshoz az androidos eszközöket. Emellett a játékok és a Bluetooth támogatása is szempont volt. Az első fejlesztői készlet, az ADT-1 ekkor jelent meg. Az Android 9-cel egyidőben jelent meg az ADT-2, majd 2019. december 10-én az ADT-3, a 10-es verzióval együtt. A legutolsó verzió, az Android 13, 2022. december 2-án jelent meg.

## Google TV interfész
Az Android TV módosított interfésze, a Google TV (amely csak nevében azonos a korábbi szolgáltatással) 2020. szeptember 30-án debütált a "Chromecast with Google TV" nevű eszközzel. Ez a felület képes tartalmak ajánlására, valamint különféle szolgáltatások és telepített alkalmazások közötti átjárásra, szemben a "sima" Android TV-vel, amely az egyes alkalmazásokat csak külön-külön képes kezelni. Több mint tízezer alkalmazás kompatibilis az új interfésszel.

## Eszközök

### Televíziók
2014-ben a Google bejelentette, hogy a Sony, a Sharp, és a Philips 2015-től integrált Android TV-támogatással jelennek meg. A csatornák hangolása és a bemenet változtatása a rendszer részét képezte már ekkor is. A Sony a 2015-ös CES-en állt elő az első Bravia TV-kkel, a Sharp 2015 júniusában mutatott be két készüléket. A Philips bejelentése szerint 2015-ben tévéik 80 százaléka Android TV-t futtat. 2016-tól további gyártók csatlakoztak: az Arcelik, a Bang & Olufsen, a Hisense, az RCA, a TCL Corporation, és a Vestel.

### Set-top-boxok
Számos szolgáltató döntött úgy, hogy IPTV alapú televíziós szolgáltatását Android-alapú készülékkel támogatja. Az első ilyen készülékek 2017-ben jelentek meg, és ilyet használ többek között az amerikai Dish Network, a francia Free, az AT&T, illetve azon kanadai szolgáltatók, amelyek az Ericsson által fejlesztett MediaFirst platformot kezelik.
Magyarországon először hónapokig tartó tesztüzem után a Telekom vezette be 2021 márciusában, Telekom TV Go nevű szolgáltatásához kapcsolódóan. Az első egységek SDMC DV8519 típusúak voltak, Android TV 9 szoftverrel. Ezekkel főleg szoftveresen számos probléma akadt, amelyet a Telekom több-kevesebb sikerrel javított; 2022-ben az Android TV 10 frissítést is megkapták. Később a Telekom egy másik fajta, a SEI Robotics SEI800DT típusú egységét kezdte el forgalmazni, gyárilag Android TV 11-gyel. A legnagyobb hátránya mindkét egységtípusnak az volt, hogy nem lehetett rá telepíteni a Netflix alkalmazást (a szolgáltatás csak különféle alternatív módokon volt elérhető), a streaming-szolgáltató ellenállása miatt. Végül 2024 áprilisában megszületett a megállapodás, ezzel egyidejűleg valamennyi set-top-boxot egységesen Android TV 12-re frissítettek.
2023-ban a Yettel is használni kezdte a saját, ZTE ZXV10 B8866V2 típusú egységeit, melyek Android TV 10-zel érkeztek, azonban a Netflix ezekre sem volt telepíthető.

## Forráshivatkozások
1. ↑  JBL LINK BAR | Voice-Activated Soundbar with Android TV and the Google Assistant built-in. www.jbl.com. (Hozzáférés: 2021. március 29.)
2. ↑  Schoon, Ben: Android TV operator tier makes Google's platform attractive (amerikai angol nyelven). 9to5Google, 2018. december 28. (Hozzáférés: 2021. március 29.)
3. ↑  Opam, Kwame: Google officially unveils Android TV (angol nyelven). The Verge, 2014. június 25. (Hozzáférés: 2021. március 29.)
4. ↑  Archivált másolat. [2019. november 10-i dátummal az eredetiből archiválva]. (Hozzáférés: 2021. március 29.)
5. ↑  Android TV Will Be Updated to Android 10 by End of 2019: Report (angol nyelven). NDTV Gadgets 360. (Hozzáférés: 2021. március 29.)
6. ↑  Google reveals ADT-3 Android TV box with 4K and HDR, but it's only for developers (amerikai angol nyelven). Android Police, 2019. december 10. (Hozzáférés: 2021. március 29.)
7. ↑  Bohn, Dieter: Google Play Movies & TV is now Google TV but it’s not the same Google TV that runs on Android TV on the new Chromecast, it’s an app (angol nyelven). The Verge, 2020. szeptember 30. (Hozzáférés: 2021. március 29.)
8. ↑  https://9to5google.com/2022/05/12/android-tv-os-10000-apps/